# حلقي الهبتان
حلقي الهبتان أو سيكلوهبتان هو مركب عضوي  من مجموعة الألكانات الحلقية الأليفاتية   له الصيغة الكيميائية C7H14. ويكون على شكل سائل زيتي عديم اللون.

## التحضير
يوجد حلقي الهبتان طبيعياً في النفط، ويمكن استحصاله منه. ويمكن التحضير صناعياً باستخدام اختزال كليمينسن لمركب حلقي الهبتانون.

## الخواص
يوجد حلقي الهبتان على شكل سائل عديم اللون، وهو قابل للاشتعال، وتشكل أبخرته مزائج قابل للاشتعال مع الهواء، وتبلغ نقطة الوميض 6 °س. أما في الحالة الصلبة فيوجد أربعة أشكال.

يمكن لحلقي الهبتان أن يخضع لتفاعل إعادة ترتيب إلى ميثيل حلقي الهكسان حرارياً بوجود حفاز من كلوريد الألومنيوم:
كما يمكن إضافة مجموعة وظيفية إلى حلقي الهبتان من خلال إجراء خطوة كلورة له باستخدام مركب N-كلوروسكسينيميد N-Chlorosuccinimide:

## الاستخدامات
يستخدم المركب كمذيب لاقطبي في الصناعات الكيميائية وكمادة وسطية في تحضير المواد الكيميائية والمستحضرات الصيدلانية.